# Giuseppe Citterio
Giuseppe Citterio (Seregno, 27 maart 1967) is een voormalig Italiaans wielrenner.

## Belangrijkste overwinningen
1992
- 3e etappe deel B Hofbrau Cup

1995
- 16e etappe Ronde van Italië
- Classic Haribo

1996
- 3e etappe Ronde van Valencia

## Resultaten in voornaamste wedstrijden
| Jaar | Ronde van Italië | Ronde van Frankrijk | Ronde van Spanje |
| ---- | ---------------- | ------------------- | ---------------- |
| 1990 | opgave           |                     |                  |
| 1991 | opgave           |                     |                  |
| 1992 |                  |                     |                  |
| 1993 |                  | opgave              |                  |
| 1995 | 107e (1)         | opgave              |                  |
| 1996 | opgave           |                     | 107e             |

| Jaar | Milaan-San Remo | Parijs-Tours |
| ---- | --------------- | ------------ |
| 1990 |                 |              |
| 1991 |                 |              |
| 1992 |                 | 75e          |
| 1993 |                 |              |
| 1995 |                 |              |
| 1996 | 78e             | 9e           |